# Mulhausen
Mulhausen je občina v departmaju Bas-Rhin francoske regije Alzacija.
Leta 2012 je v občini živelo 454 oseb oz. 114 oseb/km².